# 法华寺 (大同)
法华寺位于中华人民共和国山西省大同市城区塔寺街。据清道光年间修纂的《大同县志》，明代时此处建有法华寺新寺，但到清代时已级荒废很久，只留下一座白色砖塔，法华寺所在的街道因此叫做“塔寺街”。法华寺留存的白塔属元代建筑，是藏传佛教的遗存。1966年，法华寺白塔被公布为第一批大同市城区文物保护单位。2008年，大同市政府决定对法华寺进行整修，依《法华经》仪轨，重建了五进院落的法华寺。2011年10月24日，法华寺入列第三批大同市文物保护单位。 2016年6月6日，法华寺塔列入第五批山西省文物保护单位。
法华寺白塔塔下是一个高2米的台座，西侧有一窑洞，洞上石刻“小洞天”三字，洞里原先还有一座佛像。窑洞的南、北两侧都可以通到台座顶部。塔基为两层，均为八角形，周长13.6米。白塔为覆钵式喇嘛塔，高18米，白色，形状酷似宝瓶，四面都开有小窗,窗内为砖雕金刚像。白塔顶部嵌有相轮、宝珠，相轮外覆黄、绿、紫三色的琉璃。这样形制的塔，大同市内仅此一处。 修复之前，白塔四面围着一圈砖墙，处在大片民居之中。重建之前，文物部门曾对塔进行过维修，发现塔内藏着一部民国时期的《妙法莲华经》。据研究，和阳街上的一棵老槐树是法华寺的另一件遗存，这棵树当时位于庙门前。
重建的法华寺建筑群占地10996平方米（合75亩），布局对称、规整、清晰。中轴线上，从南向北，依次是琉璃牌楼、天王殿、三大士殿、大雄宝殿、法华白塔、藏经楼。中轴线东西两侧各建有钟鼓楼、伽蓝殿、祖师殿、罗汉堂、角楼、碑亭等。法华寺另建了东西两院，东院为僧院，西院作为办公区。寺内建筑采用了多种屋顶，有钟鼓楼的圆攒尖顶，大殿的庑殿顶、配殿的悬山顶，大雄宝殿垛殿的硬山顶，门面房的卷棚顶，藏经楼则据藏式风格所建。藏经楼及东西配殿将辟为展厅。2010年10月，一期工程完工。当年9月26日，法华寺举行了开光法会。10月1日，法华寺对外开放。 2011年4月，二期工程开工。二期工程包括白塔所在的院落和藏式风格的藏经楼。